# Otto Morach

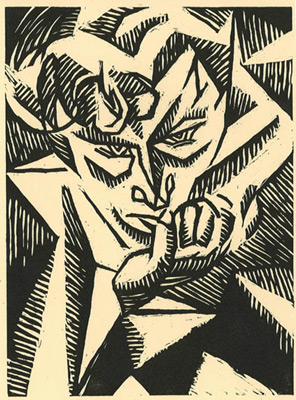
Fritz Baumann: Porträt Otto Morach, Holzschnitt, 1913

Otto Morach (* 2. August 1887 in Hubersdorf, Kanton Solothurn; † 25. Dezember 1973 in Zürich) war ein Schweizer Maler.

## Leben und Wirken
Otto Morach, als Jugendlicher Schüler von Cuno Amiet, erwarb 1908 an der Universität Bern das Patent als Sekundarlehrer mathematisch-naturwissenschaftlicher Richtung. Anschliessend absolvierte er während zwei Semestern eine Ausbildung zum Zeichenlehrer an der Kunstgewerbeschule Bern und an der Universität Bern. In dieser Zeit lernte er Arnold Brügger, Johannes Itten und Carl Fischer kennen. 1909 reiste er nach Paris und widmete sich der freien Malerei. 1910 unterrichtete er in Zug. Im Winter 1912/1913 arbeitete er im Atelierhaus «La Ruche» in Paris. 1911–1914 studierte Morach an verschiedenen Akademien und Malschulen u. a. in München, Dresden, Berlin und Prag. Vor, während und nach dem Ersten Weltkrieg traf er sich mit Arnold Brügger immer wieder in Deutschland, in Paris und in der Schweiz und setzte sich mit den grossen Strömungen des Expressionismus, des Kubismus und des Konstruktivismus auseinander. Während seines Aktivdienstes 1914–1918 arbeitete Morach aushilfsweise als Lehrer in Solothurn.
Von 1919 bis 1953 war Morach Lehrer an der Kunstgewerbeschule Zürich, ab 1930 war er Lehrer der Fachklasse für angewandte Malerei. Es folgen Studienreisen nach Berlin, Paris und Marseille. Seine Werke sind unter anderem im Kunstmuseum Thun und im Kunstmuseum Solothurn zu sehen.

## Freunde
- Arnold Brügger
- Fritz Pauli
- Johannes Itten
- Sophie Taeuber-Arp
- Ernst Gubler
- Oskar Schlemmer und dessen Bühnenwerkstatt
- Fritz Baumann

## Werke (Auswahl)
- Der Spaziergang (La passaggiata)
- Der Bergsee
- Die Malerei des „Blauen Reiters“
- Die Kirchenräume

## Auszeichnungen
- 1971: Kunstpreis des Kantons Solothurn